# SAMPEX
SAMPEX (Solar Anomalous and Magnetospheric Particle Explorer), auch Explorer 68, war ein kleiner Forschungssatellit der NASA zur Erforschung energiereicher Teilchen, die von der Sonne, aus der Erdmagnetosphäre oder aus der galaktischen Strahlung stammen, wobei auch die anomale Komponente gemessen wurde. Der Satellit wurde als erste Mission im Rahmen des Small Explorer Programs vom Goddard Space Flight Center in Zusammenarbeit mit dem Max-Planck-Institut für extraterrestrische Physik (MPE) realisiert. SAMPEX trug vier einander ergänzende Instrumente mit hoher Auflösung und hoher Empfindlichkeit, die zur Untersuchung der energiereichen Teilchen dienten.

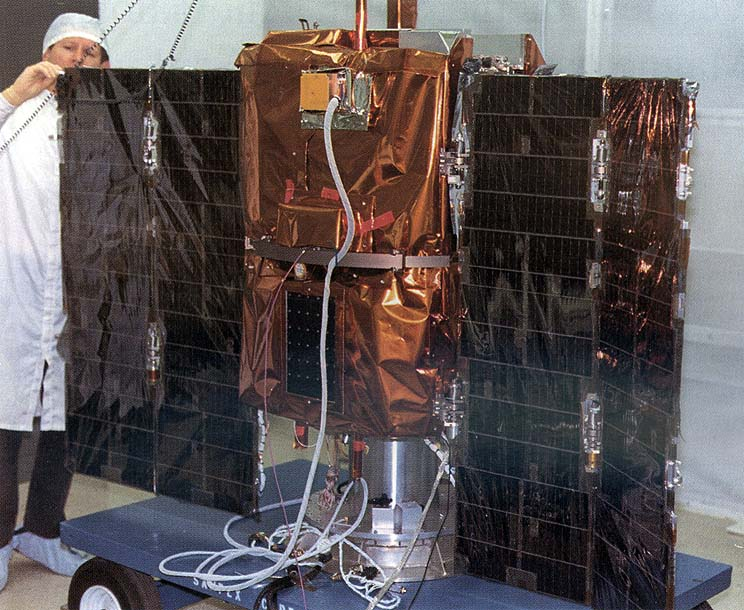
SAMPEX während der Startvorbereitungen

## Aufbau
Der SAMPEX-Satellit bestand aus einem kastenförmigen Satellitenkörper, der die Steuerungssysteme und die Instrumente enthielt, sowie zwei ausklappbaren Solarzellenauslegern von 1,7 m² Fläche und 100 Watt Leistung zur Energieversorgung. Der Satellit war über drei Magnetspulen und einem Gyroskop dreiachsenstabilisiert. Im Orbit war SAMPEX stets so ausgerichtet, dass die Instrumente zum Zenit und die Solarzellen zur Sonne wiesen. Ein Antriebssystem war nicht vorhanden. Der Bordcomputer war für die damalige Zeit sehr leistungsfähig, und die Datenspeicherung erfolgte in Halbleiterspeichern anstelle der bis dahin üblichen Magnetband-Datenrekorder. Die interne Datenübertragung erfolgte über ein Glasfasernetz. Die Daten wurden über S-Band zur Erde übertragen. SAMPEX wurde für eine nominelle Lebensdauer von drei Jahren konstruiert, blieb aber bis zum Verglühen nach über 20 Jahren aktiv.

### Instrumente
Die Instrumentierung von SAMPEX bestand aus vier Instrumenten:
- HILT (Heavy Ion large Area Proportional Counter Telescope) war ein Detektor für schwere Ionen (Helium bis Eisen) im Energiebereich von 8 bis 220 MeV/Nukleon. Der Detektor bestand aus einer aus drei Elementen bestehenden Driftkammer mit zwei mehrschichtigen Einlassfenstern und 16 Festkörperdetektoren. Die Driftkammer verwendete Isobutan als Füllgas. Das Instrument erfasste solare Ionen mittlerer Energie, galaktische kosmische Strahlung sowie den Bereich größter Intensität der anomalen Komponente der kosmischen Strahlung. HILT war der Beitrag des Max-Planck-Institut für extraterrestrische Physik für die SAMPEX-Mission.[2][3]
- LEICA bzw. LICA (Low Energy Ion Composition Analyzer) war ein Flugzeitmassenspektrometer zur Analyse von solaren und magnetospherischen Ionen (Helium bis Nickel) im Energiebereich von 0,5 bis 5 MeV/Nukleon.[4]
- MAST (Mass Spectrometer Telescope) war ein Massenspektrometer, um die Isotopen-Zusammensetzung der kosmischen Strahlung für Elemente von Lithium (Z=3) bis Nickel (Z=28) in einem Energiebereich von etwa 10 bis zu einigen 100 MeV/Nukleon zu messen. MAST bestand aus einer Anordnung von elf Festkörperdetektoren, die auch eine Flugbahnbestimmung der einfallenden Teilchen ermöglichte.[5]
- PET (Proton/Electron Telescope) war ein Spektrometer, das MAST für leichte Partikel wie Protonen und Helium-Kernen im Energiebereich von 18 bis 350 MeV/Nukleon und Elektronen im Energiebereich von 0,4 bis etwa 30 MeV ergänzte. Zudem konnten damit auch Partikelemissionen von Kernreaktoren im Orbit (z. B. Snapshot und den RORSAT-Satelliten) erfasst werden.[6]

Eine Besonderheit von SAMPEX war die Einbeziehung des Erdmagnetfeldes als eine wesentliche Komponente der Messmethode. Das Erdmagnetfeld diente für SAMPEX als riesiges Magnetspektrometer um verschiedene Energien und Ladungszustände der Teilchen aufzulösen und zu analysieren.

## Missionsverlauf

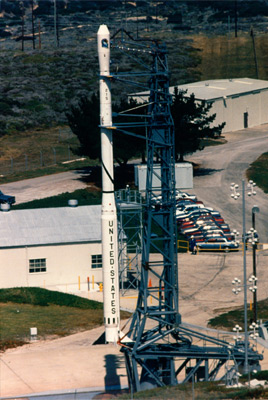
Scout-G1-Rakete mit SAMPEX vor dem Start

Die Mission von SAMPEX begann am 3. Juli 1992 mit einem erfolgreichen Start der Scout-G1-Trägerrakete von Startrampe SLC-5 der Vandenberg Air Force Base. Die vierstufige Rakete brachte den Satelliten in eine nahezu polare Umlaufbahn mit einer Bahnhöhe zwischen 512 und 687 km und einer Bahnneigung von 81,69°. In dieser Umlaufbahn umkreiste SAMPEX alle 96,69 Minuten die Erde.
Die offizielle Wissenschaftsmission von SAMPEX und damit auch die Missionsunterstützung durch die NASA endete am 30. Juni 2004. Da der Satellit sich jedoch noch in einem funktionstüchtigen Zustand befand, übernahm The Aerospace Corporation die Kosten für den weiteren Betrieb und die Bowie State University die Steuerung und die Datendownloads.
Während des Sonnenflecken-Maximums um das Jahr 2000 und der damit verbundenen Ausdehnung der Erdatmosphäre wurde erwartet, dass SAMPEX in die Erdatmosphäre eintreten würde, jedoch blieb die Umlaufbahn auch darüber hinaus stabil und der Satellit konnte bis zum nächsten Sonnenfleckenmaximum weiter genutzt werden.
Der Orbit des Satelliten war am 13. November 2012 soweit abgesunken, dass SAMPEX nach mehr als 20 Jahren in die Erdatmosphäre eintrat und verglühte.

## Entdeckungen
Über die Jahre konnten aus den SAMPEX-Daten zahlreiche Entdeckungen zur Zusammensetzung der kosmischen Strahlung und der Wechselwirkung mit den Strahlungsgürteln der Erde gemacht werden. Unter anderem entdeckte SAMPEX einen weiteren Strahlungsgürtel, zusammengesetzt aus schwereren Elementarteilchen innerhalb des Van-Allen-Gürtels.
Die Messwerte, die SAMPEX in den letzten Wochen seiner Existenz übermittelte, konnten mit denen der im August 2012 neu gestarteten Van Allen Probes korreliert werden, so dass eine Vergleichbarkeit der alten und der neuen Daten besteht.